# Survivor Series 2004
Survivor Series (2004) was een professioneel worstel-pay-per-view (PPV) evenement dat georganiseerd werd door WWE voor hun Raw en SmackDown! brands. Het was de 18e editie van Survivor Series en vond plaats op 14 november 2004 in het Gund Arena in Cleveland, Ohio.

## Matches
| Nr. | Match | Winnaar(s)       | Opmerkingen                                                                           | Bron  |
| --- | --- | ---------------- | ------------------------------------------------------------------------------------- | ----- |
| 1H  | La Résistance (Sylvain Grenier & Robért Conway) vs. The Hurricane & Rosey                                                                        | La Résistance    | Tag Team match. Vooraf opgenomen op Heat.                                             | [ 1 ] |
| 2   | Spike Dudley (c) vs. Billy Kidman vs. Chavo Guerrero vs. Rey Mysterio                                                                            | Spike Dudley     | Fatal 4-Way match vioor het WWE Cruiserweight Championship.                           | [ 1 ] |
| 3   | Shelton Benjamin (c) vs. Christian (met Tyson Tomko)                                                                                             | Shelton Benjamin | Eén-op-één match voor het WWE Intercontinental Championship.                          | [ 1 ] |
| 4   | Team Guerrero (Eddie Guerrero, Big Show, John Cena & Rob Van Dam) vs. Team Angle (Kurt Angle, Carlito, Luther Reigns & Mark Jindrak) (met Jesús) | Team Guerrero    | 4-tegen-4 Survivor Series elimination match.                                          | [ 1 ] |
| 5   | The Undertaker vs. Heidenreich (met Paul Heyman)                                                                                                 | The Undertaker   | Eén-op-één match.                                                                     | [ 1 ] |
| 6   | Trish Stratus (c) vs. Lita | Trish Stratus    | Eén-op-één match voor het WWE Women's Championship. Stratus won door diskwalificatie. | [ 1 ] |
| 7   | John "Bradshaw" Layfield (c) (met Orlando Jordan) vs. Booker T                                                                                   | JBL              | Eén-op-één match voor het WWE Championship.                                           | [ 1 ] |
| 8   | Team Orton (Randy Orton, Chris Benoit, Chris Jericho & Maven) vs. Team Triple H (Triple H, Batista, Edge & Gene Snitsky) (met Ric Flair)         | Team Orton       | 4-tegen-4 Survivor Series elimination match.                                          | [ 1 ] |